# Грей, Демарай
Демара́й Ремелль Грей (англ. Demarai Remelle Gray; 28 июня 1996 года, Бирмингем, Англия) — ямайский и английский футболист, выступающий на позиции крайнего полузащитника. Игрок клуба «Бирмингем Сити» и национальной сборной Ямайки.

## Клубная карьера

### «Бирмингем Сити»
Родился в Бирмингеме. Учился в Высшей школе Фрэнкли (англ.). Начал играть футбол в школьной команде «Кадбери Атлетик». В 2006 году присоединился к академии клуба «Бирмингем Сити». 1 октября 2013 года Грей дебютировал за взрослый состав в матче против «Миллуолл», где заменил Джесси Лингарда на 91-й минуте матча. Впервые в стартовом составе Грей вышел на поле 2 ноября 2013 года в матче против «Чарльтон Атлетик». 9 декабря этого же года Грей подписал профессиональный контракт с «Бирмингем Сити» на два с половиной года.
Через несколько дней после того, как Грей был включён в «ТОП-10 „завтрашних“ звёзд Футбольной Лиги», он забил свой первый гол в матче против «Блэкберн Роверс». По итогам выступлений в сезоне 2013/14 Грей удостоился премии «Academy Player of the Season».
Грей хорошо зарекомендовал себя перед сезоном 2014/15, и руководство клуба посчитало, что Грей «созрел» для того, чтобы регулярно выступать в основе. Первые два матча в начале сезона Грей выходил на поле в стартовом составе. Однако, Грей всё же использовался в основном как запасной игрок до ухода с поста главного тренера Ли Кларка. С приходом Гэри Роуэтта на пост тренера ситуация поменялась: 22 ноября Грей вышел в стартовом составе в матче против «Ротерем Юнайтед». Вскоре Грей закрепился на позиции левого полузащитника, отлично вписался в схему Роуэтта 4-2-3-1 и стал постоянным игроком стартового состава. 14 декабря в матче против «Рединга» Грей оформил свой первый хет-трик, причём все три гола были забиты в первом тайме. По итогам выступлений в декабре Грей удостоился премии «Молодой игрок месяца в Футбольной лиге».

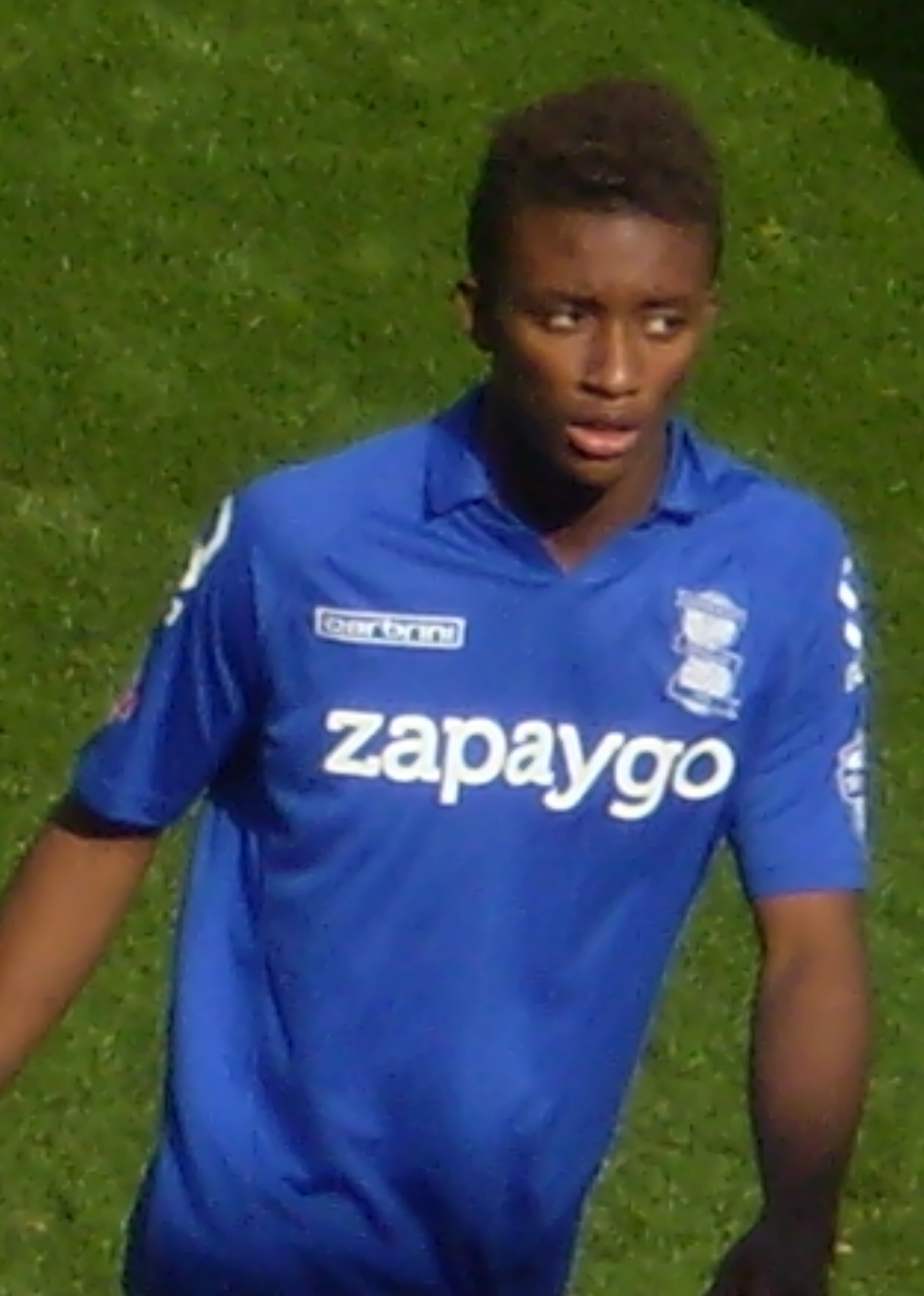
Грей в составе «Бирмингем Сити»

В октябре 2014 года Кларк выразил обеспокоенность тем, что в связи с финансовыми трудностями в клубе возникнет необходимость продать таких игроков, как Грей, и игроку было предложено продлить контракт на два года. В сентябре клуб отклонил предложение от «Кристал Пэлас» за 500 тыс. фунтов. Скауты различных клубов следили за игроком, в СМИ регулярно появлялись слухи о заинтересованности таких клубов, как «Ливерпуль», «Ньюкасл Юнайтед» и «Тоттенхем Хотспур». «Бирмингем» отказывал всем подряд. Как отметил сам клуб, самый дорогой контракт предложил «Борнмут» во время зимнего трансферного окна в январе 2015 года. В частности, за переход Грэя «Борнмут» предложил 5 млн фунтов. После закрытия трансферного окна клуб отметил, что «ни одно из этих предложений не достойно потенциала Грэя» и выразил удовлетворение тем, что удалось оставить Грэя в клубе.
После того, как «Бирмингем» взял в аренду Ллойда Дайера, тренер Роуэтт стал «экономить» на Грее и намеренно сократил ему игровое время, объяснив это тем, что это нормальная практика для обучения молодого игрока: игрок должен узнать, как навязать игру, почувствовать конкуренцию, несмотря на повышенное внимание к нему. Газета «Birmingam Mail» отметила, что не стоит игнорировать потенциал Грэя. Его сольный проход и победный гол в ворота «Вулверхэмптон Уондерерс» 11 апреля принесли Грэю премию «Гол сезона в клубе». В общей сложности, Грей за сезон сыграл 43 матча, две трети из них — в стартовом составе. Также Грей удостоился клубной премии «Молодой игрок сезона». После долгих переговоров Грей подписал с клубом новый трёхлетний контракт в июле 2015 года.

### «Лестер Сити»
4 января 2016 года Грей подписал контракт с «Лестер Сити» на четыре с половиной года. Сумма трансфера составила 3,7 млн фунтов. Дебютировал в клубе 10 января в выездном матче третьего раунда Кубка Англии против «Тоттенхем Хотспур». В этом же матче сделал голевую передачу Марцину Василевски. Через шесть дней Грей дебютировал в Английской Премьер-лиге в матче против «Астон Виллы», где заменил Марка Олбрайтона в 85-й минуте матча. Всего до конца сезона принял участие в 12 матчах «Лестера» в АПЛ, неизменно выходя на замены, и стал в составе команды чемпионом Англии.
13 августа 2016 года впервые вышел в стартовом составе на матч АПЛ против «Халл Сити». Игра завершилась поражением «Лестера» со счётом 1:2. 14 сентября 2016 года дебютировал в Лиге чемпионов в матче, в котором «Лестер» со счётом 3:0 обыграл «Брюгге». 24 сентября 2016 года Грей забил первый гол за «Лестер» в ворота «Манчестер Юнайтед» на 60-й минуте встречи. Всего в сезоне 2016/17 Грей вышел на поле в 30 матчах Премьер-лиги, а гол в ворота «Манчестер Юнайтед» остался для него единственным.
В сезоне 2017/18 отметился тремя забитыми голами в 35 матчах АПЛ (в ворота «Эвертона», «Бернли» и «Ньюкасла»), в сезоне 2018/19 — четырьмя в 34 матчах (в ворота «Саутгемптона», «Кардиффа», «Вулверхэмптона» и «Брайтона»).
В следующем сезоне Грей стал получать меньше игрового времени: лишь трижды он выходил в стартовом составе «Лестера» на матчи АПЛ, ещё 18 раз появлялся на поле после замен. За выделенное ему время смог забить два гола: в ворота «Вест Хэма» и «Шеффилд Юнайтед». В сезоне 2020/21 футболист практически перестал попадать даже на скамейку запасных «Лестер Сити»: единственный раз он смог выйти на поле 28 декабря 2020 года в матче против «Кристал Пэлас». В остальных же играх главный тренер команды Брендан Роджерс даже не включал игрока в заявку.

### «Байер 04»
31 января 2021 года перешёл в немецкий клуб «Байер 04», подписав контракт на 18 месяцев. Дебют игрока в новой команде состоялся 6 февраля 2021 года, когда он вышел на замену на 74-й минуте матча против «Штутгарта» и успел забить свой первый гол за «фармацевтов». Матч завершился со счётом 5:2 в пользу «Байера». В следующих двух матчах команды в Бундеслиге Грей также выходил на поле в концовках встреч и оба раза успевал отметиться результативными передачами — против «Майнца» и против «Аугсбурга». Однако после этого результативных действий в сезоне 2020/21 от игрока не было. Всего он принял участие в 10 матчах команды в чемпионате страны, а также в двух играх команды в Лиге Европы.

### «Эвертон»
22 июля 2021 года вернулся в Англию, перейдя в футбольный клуб «Эвертон», с которым подписал контракт на 3 года. 14 августа 2021 года в матче первого тура АПЛ против «Саутгемптона» состоялся дебют футболиста в составе «Эвертона». Игра завершилась победой «ирисок» со счётом 3:1. 21 августа 2021 года забил свой первый гол за «Эвертон» в своём втором матче за клуб против «Лидс Юнайтед» (2:2). Всего за свой дебютный сезон в «Эвертоне» принял участие в 39 матчах команды во всех турнирах и забил шесть голов.
В сезоне 2022/23 вновь забил шесть голов, сыграв на этот раз в 36 матчах.

### «Аль-Иттифак»
7 сентября 2023 года было объявлено о трансфере вингера в саудовский клуб «Аль-Иттифак», с которым он подписал контракт на 4 года.

## Карьера в сборной

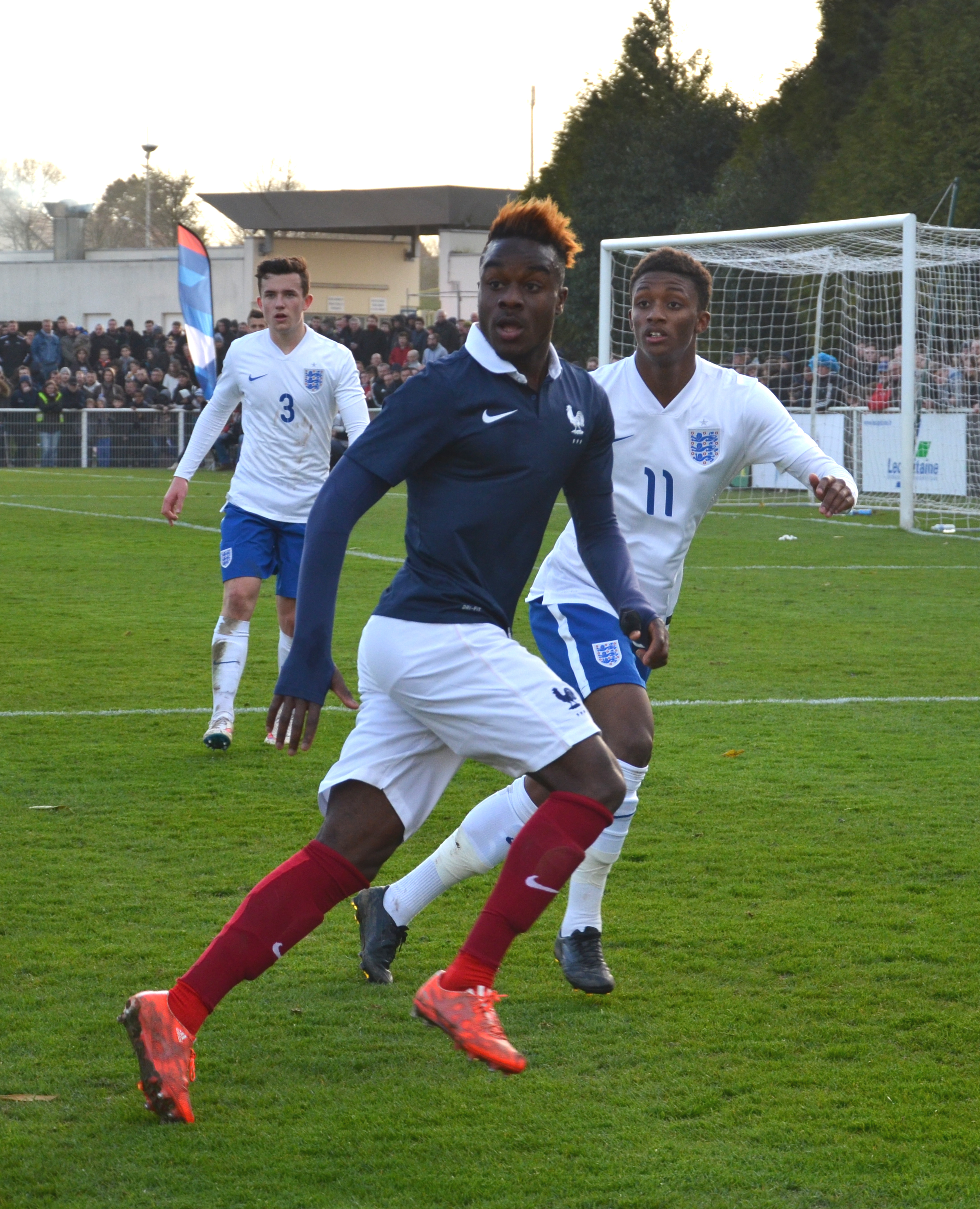
Грей (справа) в матче между сборными Англии и Франции до 19 лет в марте 2015 года

В ноябре 2013 года Грей был вызван в сборную Англии до 18 лет. Дебютировал 18 февраля 2014 года в товарищеском матче против сверстников из сборной Бельгии, англичане выиграли эту встречу со счётом 4:0. В сентябре 2014 года Грей получил вызов в сборную Англии до 19 лет для участия в товарищеском матче против сборной Германии. Травма лодыжки чуть не вынудила Грэя пропустить матчи квалификационного раунда Чемпионата Европы среди юношей до 19 лет, но он всё же был готов сыграть в элитном раунде. Свой первый матч в раунде Грей сыграл против сборной Дании. Следующий матч со сборной Азербайджана Грей пропустил и просидел в запасе. В стартовый состав Грей вернулся к матчу со сборной Франции, но англичане проиграли эту встречу со счётом 2:1 и покинули турнир.
После участия в совместных тренировках сборной Англии до 20 лет и молодёжной сборной, Грей был включён в состав сборной до 20 лет для участия в Тулонском турнире 2015 года. В первом же матче против сборной Марокко Грей забил гол на 8-й минуте матча. Грей также сыграл в матчах против сборных Кот-д’Ивуара и Мексики. Последующие матчи со сборной Китая и США Грей пропустил из-за плохого самочувствия. Следующий вызов в сборную до 20 лет Грей получил вместе с одноклубником Рисом Брауном для участия в матче против сборной Чехии. В первом матче Грей и Браун забили по одному голу, в целом англичане выиграли эту встречу со счётом 5:0. Вторую встречу выиграли чехи со счётом 1:0.
В ноябре 2015 года Грей был вызван в молодёжную сборную Англии для участия в отборочном турнире Чемпионата Европы 2017 среди молодёжных команд. Дебютировал 26 марта 2016 года в матче против сборной Швейцарии. Матч закончился с ничейным счётом 1:1, но тренер сборной Гарет Саутгейт выделил Грэя, отметив, что «это был супер-дебют» и Грей был хорошей угрозой для соперника.
9 сентября 2018 года Грей впервые в карьере был вызван в национальную сборную Англии для участия в товарищеской игре против сборной Швейцарии, однако на поле в том матче не вышел.
Летом 2019 года Демарай был приглашён в сборную для участия в Чемпионате Европы среди молодёжных команд, который состоялся в Италии. Во втором матче в группе против Румынии он отличился голом на 79-й минуте, но его команда уступила 2:4.
Помимо Англии Грей также имеет право выступать за национальную сборную Ямайки. 19 июня 2023 года был включён в состав сборной Ямайки на Золотой кубок КОНКАКАФ 2023.

## Статистика выступлений

### Клубная
| Выступление      | Выступление      | Выступление      | Лига | Лига | Кубок | Кубок | Кубок лиги | Кубок лиги | Еврокубки | Еврокубки | Прочие | Прочие | Итого | Итого |
| Клуб             | Лига             | Сезон            | Игры | Голы | Игры  | Голы  | Игры       | Голы       | Игры      | Голы      | Игры   | Голы   | Игры  | Голы  |
| ---------------- | ---------------- | ---------------- | ---- | ---- | ----- | ----- | ---------- | ---------- | --------- | --------- | ------ | ------ | ----- | ----- |
| Бирмингем Сити   | Чемпионшип       | 2013/14          | 7    | 1    | 1     | 0     | 1          | 0          | 0         | 0         | 0      | 0      | 9     | 1     |
| Бирмингем Сити   | Чемпионшип       | 2014/15          | 41   | 6    | 1     | 0     | 1          | 0          | 0         | 0         | 0      | 0      | 43    | 6     |
| Бирмингем Сити   | Чемпионшип       | 2015/16          | 24   | 1    | 0     | 0     | 2          | 0          | 0         | 0         | 0      | 0      | 26    | 1     |
| Бирмингем Сити   | Итого            | Итого            | 72   | 8    | 2     | 0     | 4          | 0          | 0         | 0         | 0      | 0      | 78    | 8     |
| Лестер Сити      | Премьер-лига     | 2015/16          | 12   | 0    | 2     | 0     | 0          | 0          | 0         | 0         | 0      | 0      | 14    | 0     |
| Лестер Сити      | Премьер-лига     | 2016/17          | 30   | 1    | 4     | 1     | 1          | 0          | 5         | 0         | 1      | 0      | 41    | 2     |
| Лестер Сити      | Премьер-лига     | 2017/18          | 35   | 3    | 5     | 0     | 4          | 1          | 0         | 0         | 0      | 0      | 44    | 4     |
| Лестер Сити      | Премьер-лига     | 2018/19          | 34   | 4    | 1     | 0     | 4          | 0          | 0         | 0         | 0      | 0      | 39    | 4     |
| Лестер Сити      | Премьер-лига     | 2019/20          | 21   | 2    | 4     | 0     | 4          | 1          | 0         | 0         | 0      | 0      | 29    | 3     |
| Лестер Сити      | Премьер-лига     | 2020/21          | 1    | 0    | 0     | 0     | 1          | 0          | 0         | 0         | 0      | 0      | 2     | 0     |
| Лестер Сити      | Итого            | Итого            | 133  | 10   | 16    | 1     | 14         | 2          | 5         | 0         | 1      | 0      | 169   | 13    |
| Байер 04         | Бундеслига       | 2020/21          | 10   | 1    | 0     | 0     | 0          | 0          | 2         | 0         | 0      | 0      | 12    | 1     |
| Байер 04         | Итого            | Итого            | 10   | 1    | 0     | 0     | 0          | 0          | 2         | 0         | 0      | 0      | 12    | 1     |
| Эвертон          | Премьер-лига     | 2021/22          | 34   | 5    | 3     | 1     | 2          | 0          | 0         | 0         | 0      | 0      | 39    | 6     |
| Эвертон          | Премьер-лига     | 2022/23          | 33   | 4    | 1     | 0     | 2          | 2          | 0         | 0         | 0      | 0      | 36    | 6     |
| Эвертон          | Итого            | Итого            | 67   | 9    | 4     | 1     | 4          | 2          | 0         | 0         | 0      | 0      | 75    | 12    |
| Аль-Иттифак      | Про-лига         | 2023/24          | 23   | 4    | 2     | 0     | 0          | 0          | 0         | 0         | 0      | 0      | 25    | 4     |
| Аль-Иттифак      | Про-лига         | 2024/25          | 24   | 0    | 1     | 0     | 0          | 0          | 0         | 0         | 0      | 0      | 25    | 0     |
| Аль-Иттифак      | Итого            | Итого            | 47   | 4    | 3     | 0     | 0          | 0          | 0         | 0         | 0      | 0      | 50    | 4     |
| Бирмингем Сити   | Чемпионшип       | 2025/26          | 1    | 0    | 0     | 0     | 0          | 0          | 0         | 0         | 0      | 0      | 1     | 0     |
| Бирмингем Сити   | Итого            | Итого            | 1    | 0    | 0     | 0     | 0          | 0          | 0         | 0         | 0      | 0      | 1     | 0     |
| Всего за карьеру | Всего за карьеру | Всего за карьеру | 330  | 32   | 25    | 2     | 22         | 4          | 7         | 0         | 1      | 0      | 385   | 38    |

### Международная
| Сборная          | Сезон            | Товарищеские | Товарищеские | Официальные | Официальные | Итого | Итого |
| Сборная          | Сезон            | Игры         | Голы         | Игры        | Голы        | Игры  | Голы  |
| ---------------- | ---------------- | ------------ | ------------ | ----------- | ----------- | ----- | ----- |
| Ямайка           |                  |              |              |             |             |       |       |
| 2023             | 0                | 0            | 10           | 5           | 10          | 5     |       |
| 2024             | 0                | 0            | 2            | 0           | 2           | 0     |       |
| Всего за карьеру | Всего за карьеру | 0            | 0            | 12          | 5           | 12    | 5     |

### Матчи за сборную
| №  | Дата             | Оппонент          | Счёт | Голы | Карточки                      | Минуты | Соревнование                  |
| -- | ---------------- | ----------------- | ---- | ---- | ----------------------------- | ------ | ----------------------------- |
| 1  | 25 июня 2023     | США               | 1:1  | —    | —                             | 90'    | Финальные матчи ЗК 2023       |
| 2  | 28 июня 2023     | Тринидад и Тобаго | 4:1  | 2    | —                             | 90'    | Финальные матчи ЗК 2023       |
| 3  | 2 июля 2023      | Сент-Китс и Невис | 5:0  | —    | —                             | 82'    | Финальные матчи ЗК 2023       |
| 4  | 9 июля 2023      | Гватемала         | 1:0  | —    | —                             | 90'    | Финальные матчи ЗК 2023       |
| 5  | 12 июля 2023     | Мексика           | 0:3  | —    | —                             | 90'    | Финальные матчи ЗК 2023       |
| 6  | 8 сентября 2023  | Гондурас          | 1:0  | 1    | —                             | 82'    | Лига наций КОНКАКАФ 2022/2023 |
| 7  | 12 сентября 2023 | Республика Гаити  | 2:2  | —    | —                             | 74'    | Лига наций КОНКАКАФ 2022/2023 |
| 8  | 12 октября 2023  | Гренада           | 4:1  | 1    | —                             | 90'    | Лига наций КОНКАКАФ 2022/2023 |
| 9  | 15 октября 2023  | Республика Гаити  | 3:2  | 1    | —                             | 80'    | Лига наций КОНКАКАФ 2022/2023 |
| 10 | 21 ноября 2023   | Канада            | 3:2  | —    | Yellow card · Yellow-red card | 85'    | Лига наций КОНКАКАФ 2022/2023 |
| 11 | 24 марта 2024    | Панама            | 1:0  | —    | —                             | 81'    | Лига наций КОНКАКАФ 2022/2023 |
| 12 | 22 июня 2024     | Мексика           | 0:1  | —    | —                             | 68'    | Кубок Америки 2024            |

Итого: 12 матчей / 5 голов; 8 побед, 2 ничьи, 2 поражения.

## Достижения

### Командные
«Лестер Сити»
- Чемпион Англии: 2015/16